# Kappkuppen

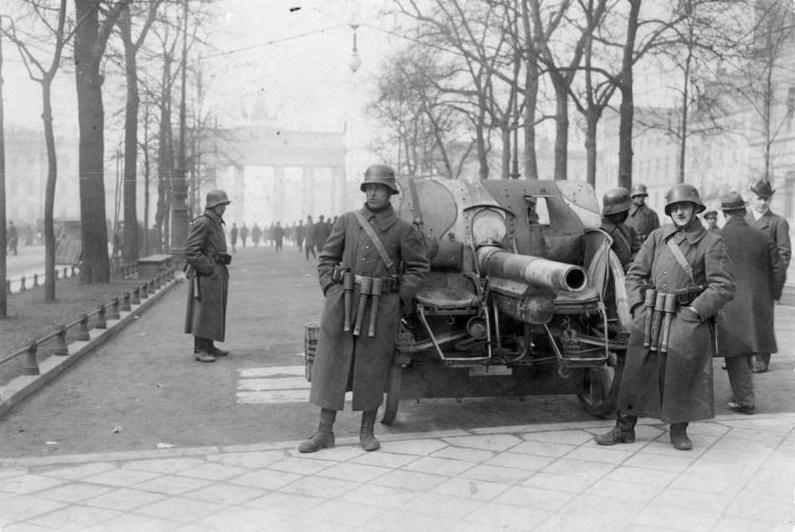
Marinebrigade Ehrhardt på Unter den Linden med Brandenburger Tor i bakgrunden.

Kappkuppen (tyska der Kapp-Lüttwitz-Putsch eller Kapp-Putsch) var en misslyckad statskupp i Tyskland, som startade i Berlin den 13 mars 1920.

## Inledningen
Kuppen emanerade ur de antirepublikanska sentiment som närdes av den tyska högern. Målet var att störta Weimarrepubliken och återinföra monarkin. Kuppmakarna, general Walther von Lüttwitz och ämbetsmannen Wolfgang Kapp, som tvingade regeringen, med rikskansler Bauer i spetsen, att lämna Berlin, kom ur ett nationalistiskt nätverk organiserat i Nationale Vereinigung. De hade också stöd av Erich Ludendorff och kretsen kring det ultrakonservativa Deutsche Vaterlandspartei, vilket Kapp 1917 varit med om att bilda. Kuppens militära del bestod av en i Berlin stationerad frikår, den så kallade Marinebrigade Ehrhardt, som regeringen beslutat avveckla. Brigaden, som hade grundats av Hermann Ehrhardt, bestod bland annat av veteraner från striderna i Baltikum, de så kallade Balticumer. Den hade gjort svastikan till sin symbol och dess medlemmar kom senare att till en icke ringa andel ansluta sig till den nationalsocialistiska rörelsen och SA.

## Fortsättningen
Regeringens trupper vägrade använda våld mot kuppmakarna och drog sig istället undan. Regeringsledamöterna blev i det läget tvungna att fly för sina liv utan vare sig regeringsmaskineriet eller andra ledningsmöjligheter med sig. Inledningsvis flydde man till Dresden där man sökte skydd hos kommendanten, general Maerker. Då generalen visade tecken på att vilja förena sig med kuppmakarna, flydde regeringen vidare. Kuppmakarna intog samtidigt rikskansliet i Berlin och övertog den flyktade regeringens plats och dess befogenheter.

## Slutet
När allmänheten efter några dagar fått klart för sig vad som inträffat utlystes en spontan generalstrejk som helt lamslog landet. El- och vattenförsörjningen stoppades, järnvägs- och alla andra kommunikationsmedel avbröts, matförsörjning och administration upphörde.
I slutskedet kunde kuppmakarna i Berlin bara kommunicera genom rapportkarlar. Wolfgang Kapp och general Lüttwitz gav upp regeringsmakten då Lüttwitz avskedades av försvarsministern Gustav Noske.

## Kuppmakarnas flykt
Den 17 mars flydde Kapp till Sverige, där han senare, på tysk begäran, anhölls i Södertälje. Kapp undgick emellertid att utlämnas och fick uppehållstillstånd i Sverige. 1922 återvände han frivilligt till Tyskland, där han strax därpå avled i cancer.
Walther von Lüttwitz flydde till Ungern men kunde senare återvända sedan han beviljats amnesti.